# Velilla (kommunhuvudort)
Velilla är en kommunhuvudort i Spanien.   Den ligger i provinsen Provincia de Valladolid och regionen Kastilien och Leon, i den centrala delen av landet, 170 km nordväst om huvudstaden Madrid. Velilla ligger 785 meter över havet och antalet invånare är 130.
Terrängen runt Velilla är lite kuperad. Runt Velilla är det glesbefolkat, med 20 invånare per kvadratkilometer. Närmaste större samhälle är Tordesillas, 6,4 km söder om Velilla. Trakten runt Velilla består till största delen av jordbruksmark.